# Golkar
Ne doit pas être confondu avec Goldorak.
Le Golkar (de Golongan Karya, « groupes fonctionnels ») est un parti indonésien. Son dirigeant actuel est Airlangga Hartarto depuis 2017. 
Le Golkar a été fondé en 1964, à l'époque de Soekarno, par l'armée, comme mouvement destiné à contrer l'influence des partis. Avec l'arrivée au pouvoir de Soeharto, il devient l'instrument du régime, qui veut éliminer le rôle des partis dans la vie politique indonésienne. C'est dans ce même esprit que le régime force les partis d'opposition encore autorisés à fusionner en deux, les partis musulmans formant le Parti pour l'unité et le développement (Partai Persatuan Pembangunan) ou PPP, et les autres, le Parti démocratique indonésien de lutte (Partai Demokrasi Indonesia Perjuangan) ou PDIP.
Sous Soeharto, le Golkar était systématiquement majoritaire aux élections, gagnant à chaque fois entre 60 % et 75 % des voix. Il était la seule organisation autorisée à avoir une implantation dans les villages (desa), dont étaient bannis les « partis ». À cette époque, l'Indonésie avait encore une population majoritairement rurale. 
Aux élections législatives indonésiennes de 2014, le Golkar a obtenu 14,75% des voix. Il est ainsi devenu le deuxième parti politique indonésien, cédant la première place au Parti démocratique indonésien de lutte (Partai Demokrasi Indonesia Perjuangan) ou PDIP, qui en a obtenu 18,95%.